# Liste der Biografien/Gay
Liste der Biografien |
Portal Biografien |
Personensuche
# |
A |
B |
C |
D |
E |
F |
G |
H |
I |
J |
K |
L |
M |
N |
O |
P |
Q |
R |
S |
T |
U |
V |
W |
X |
Y |
Z |
?
 
Ga |
Gb |
Gc |
Gd |
Ge |
Gf |
Gh |
Gi |
Gj |
Gk |
Gl |
Gm |
Gn |
Go |
Gp |
Gq |
Gr |
Gs |
Gu |
Gv |
Gw |
Gy |
Gz
 
Gaa |
Gab |
Gac |
Gad |
Gae |
Gaf |
Gag |
Gah |
Gai |
Gaj |
Gak |
Gal |
Gam |
Gan |
Gao |
Gap |
Gaq |
Gar |
Gas |
Gat |
Gau |
Gav |
Gaw |
Gax |
Gay |
Gaz
Die Liste der Biografien führt alle Personen auf, die in der deutschsprachigen Wikipedia einen Artikel haben. Dieses ist eine Teilliste mit 190 Einträgen von Personen, deren Namen mit den Buchstaben „Gay“ beginnt.

## Gay
- Gay, deutscher Fußballspieler
- Gay de Vernon, Simon François (1760–1822), französischer Pionier-Offizier, Baron d'Empire, Professor für Festungsbau
- Gay, Ben LaMar, US-amerikanischer Jazz- und Fusionmusiker (Kornett, Gesang, Komposition)
- Gay, Brandon (* 1982), US-amerikanischer Basketballspieler
- Gay, Byron (1886–1945), US-amerikanischer Songwriter
- Gay, Cesc (* 1967), spanischer Filmregisseur und Drehbuchautor
- Gay, Claude (1800–1873), französischer Botaniker und Reisender
- Gay, Claudine (* 1970), US-amerikanische Politikwissenschaftlerin; Präsidentin der Harvard UniversityClaudine Gay (* 1970)

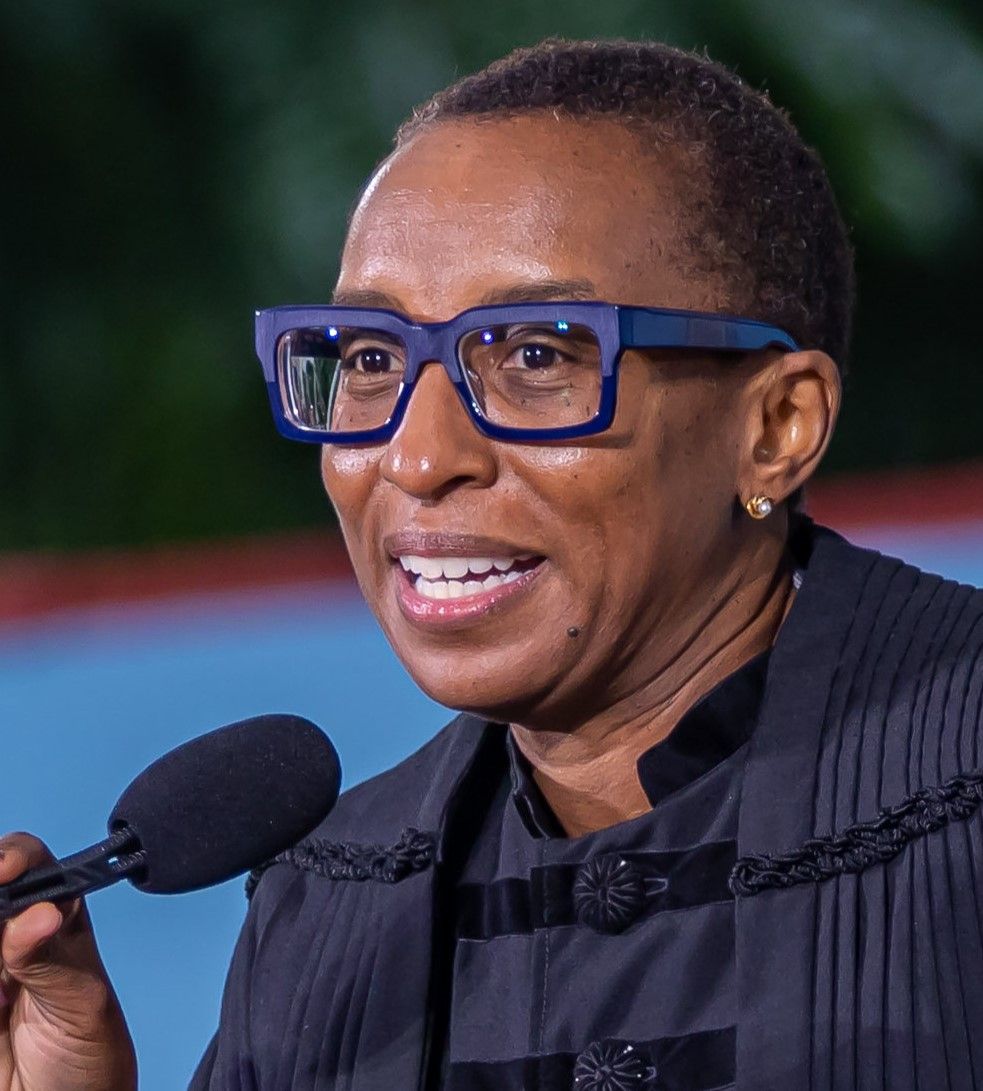
Claudine Gay (* 1970)

- Gay, Dan (* 1961), US-amerikanisch-italienischer Basketballspieler
- Gay, Delphine (1804–1855), französische Dichterin
- Gay, Désirée (* 1810), französische Feministin, Sozialistin und Herausgeberin
- Gay, Ebenezer (1696–1783), US-amerikanischer unitarischer Theologe
- Gay, Edward James (1816–1889), US-amerikanischer Politiker
- Gay, Edward James (1878–1952), US-amerikanischer Politiker
- Gay, Edwin Francis (1867–1946), amerikanischer Wirtschaftswissenschaftler
- Gay, Ernst (1927–2012), deutscher Bürgermeister und Ehrenbürger von Burg Stargard und Ortschronist
- Gay, Federico (1896–1989), italienischer Radrennfahrer
- Gay, Francisque (1885–1963), französischer Politiker, Mitglied der Nationalversammlung und Minister
- Gay, Friedbert (* 1956), deutscher Unternehmer, Autor, Gründer der DISG Training GmbH und persolog GmbH
- Gay, Fritz (1907–1969), deutscher Journalist und Schriftsteller
- Gay, Hobart R. (1894–1983), US-amerikanischer Offizier, Generalleutnant der US-Army
- Gay, Jacques Étienne (1786–1864), schweizerisch-französischer Botaniker
- Gay, Jamal (* 1989), Fußballspieler aus Trinidad und Tobago
- Gay, Jan Jakub (1801–1849), polnischer Architekt
- Gay, Jérôme (* 1975), französischer Skispringer
- Gay, John (1685–1732), englischer SchriftstellerJohn Gay (1685–1732)

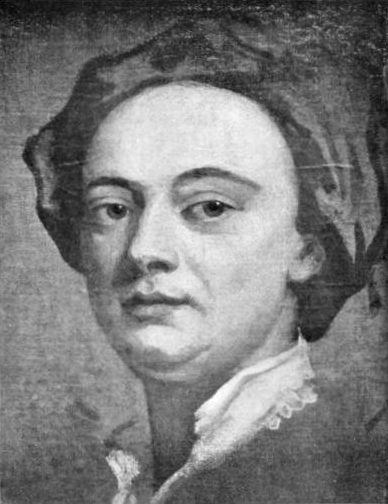
John Gay (1685–1732)

- Gay, John (1909–1999), deutscher Fotograf
- Gay, John (1924–2017), US-amerikanischer Drehbuchautor
- Gay, John (* 1996), kanadischer Leichtathlet
- Gay, Jonathan (* 1967), US-amerikanischer Softwareunternehmer
- Gay, Mabel (* 1983), kubanische Leichtathletin
- Gay, Madeleine (* 1953), Schweizer Önologin
- Gay, Margie (1919–2003), US-amerikanische Kinderdarstellerin
- Gay, Marion (* 1968), deutsche Schriftstellerin und Kritikerin
- Gay, Matt (* 1994), US-amerikanischer American-Football-Spieler
- Gay, Megan (* 1967), neuseeländische Schauspielerin
- Gay, Norman, Filmeditor
- Gay, Patrice (* 1973), französischer Autorennfahrer
- Gay, Peter (1923–2015), US-amerikanischer Historiker, Psychoanalytiker und Autor
- Gay, Piergiorgio (* 1959), italienischer Filmregisseur und Drehbuchautor
- Gay, Richard (* 1971), französischer Freestyle-Skisportler
- Gay, Robert Marie (1927–2016), kanadischer römisch-katholischer Bischof
- Gay, Roxane (* 1974), US-amerikanische Autorin, Herausgeberin und Englischprofessorin haitianischer Abstammung
- Gay, Rudy (* 1986), US-amerikanischer Basketballspieler
- Gay, Ruth (1922–2006), US-amerikanische Bibliothekarin, Historikerin, Autorin und Journalistin
- Gay, Sophie (1776–1852), französische Schriftstellerin
- Gay, Tyson (* 1982), US-amerikanischer Leichtathletik-SprinterTyson Gay (* 1982)

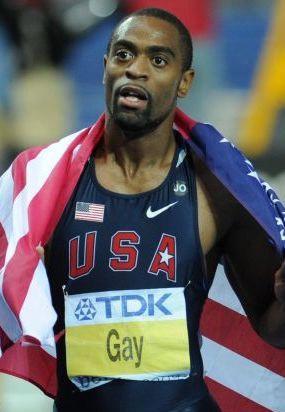
Tyson Gay (* 1982)

- Gay, Walter (1856–1937), amerikanischer Maler
- Gay, Willy (1890–1975), deutscher Kriminalpolizist
- Gay, Winckworth Allan (1821–1910), US-amerikanischer Landschaftsmaler
- Gay-Lussac, Joseph Louis (1778–1850), französischer Chemiker und PhysikerJoseph Louis Gay-Lussac (1778–1850)

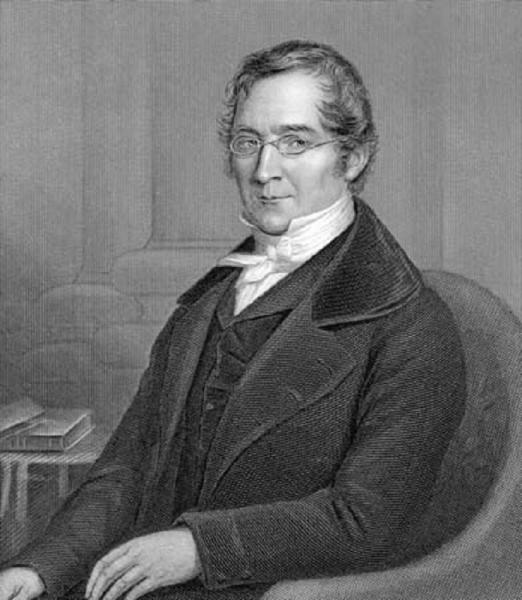
Joseph Louis Gay-Lussac (1778–1850)

- Gay-Rees, James (* 1967), britischer Filmproduzent

### Gaya
- Gaya, Eiji (* 1969), japanischer Fußballspieler
- Gayà, José (* 1995), spanischer Fußballspieler
- Gaya, Ramón (1910–2005), spanischer Maler
- Gayakwad, Rajeshwari (* 1991), indische Cricketspielerin
- Gayakwad, Sarita (* 1994), indische Sprinterin und Hürdenläuferin
- Gayant, Martial (* 1962), französischer Radsportler
- Gayanthi, Nadeesha (* 1984), sri-lankische Badmintonspielerin
- Gayaplé, Seid (* 1967), tschadischer Leichtathlet
- Gayarré, Charles (1805–1895), franko-amerikanischer kreolischer Rechtsanwalt, Richter, Politiker, Historiker und Schriftsteller
- Gayarre, Julián (1844–1890), spanischer Opernsänger (Tenor)
- Gayatri Devi (1919–2009), indische Herrschersfrau; Maharani von Jaipur

### Gayc
- Gaycken, Sandro (* 1973), deutscher IT-SicherheitsexperteSandro Gaycken (* 1973)

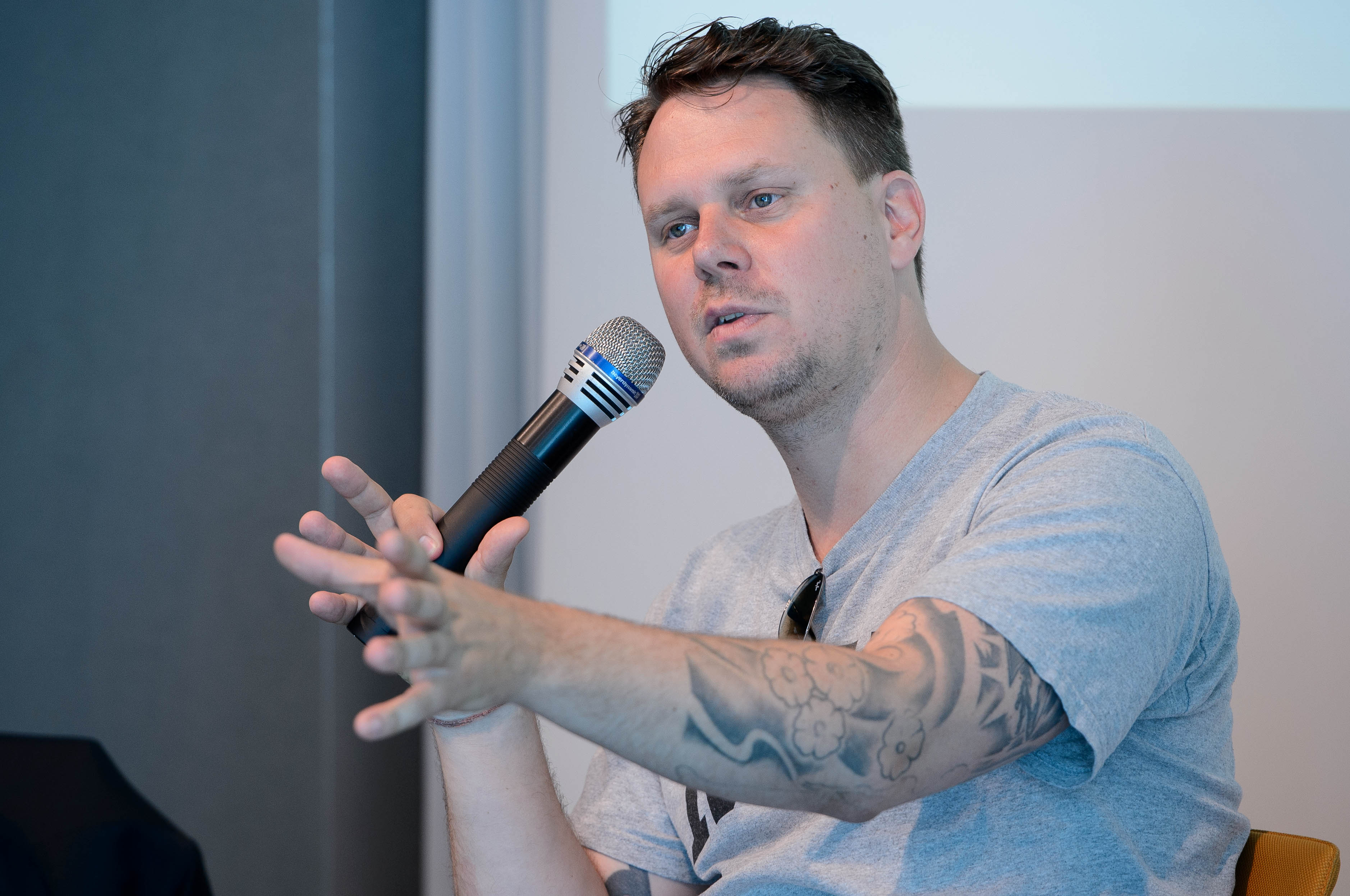
Sandro Gaycken (* 1973)

### Gayd
- Gayda, Franz Alfons (1896–1970), deutscher Journalist
- Gaydamak, Alexandre (* 1976), französischer Geschäftsmann
- Gaydamak, Arcadi (* 1952), israelisch-französischer Milliardär russischer Herkunft
- Gayde, Karl Ludwig (1844–1928), deutscher Handwerker, Ehrenbürger von Bad Kissingen
- Gaydos, John Raymond (* 1943), US-amerikanischer Geistlicher, Bischof von Jefferson City
- Gaydos, Joseph M. (1926–2015), US-amerikanischer Politiker
- Gaydoul, Philippe (* 1972), Schweizer Unternehmer
- Gaydusek, Marc (* 2006), österreichischer Handballspieler

### Gaye
- Gaye Sonko, Babou, gambischer Politiker
- Gaye, Abubacarr (1951–2010), gambischer Mediziner und Politiker
- Gaye, Amadou Karim (1913–2000), senegalesischer Politiker
- Gaye, Aminata (* 1996), gambische Fußballspielerin und Beachvolleyballspielerin
- Gaye, Anta Germaine (* 1953), senegalesische Künstlerin
- Gaye, Babacar (* 1951), senegalesischer Offizier und Diplomat
- Gaye, Baboucarr (1951–2007), gambischer Journalist
- Gaye, Baboucarr (* 1998), gambischer Fußballtorhüter
- Gaye, Cheikh Tidiane (* 1971), italienischer Schriftsteller und Dichter
- Gaye, Demish (* 1993), jamaikanischer Sprinter
- Gaye, Fatou, gambische Politikerin
- Gaye, Gregory (1900–1993), russisch-amerikanischer Schauspieler
- Gaye, Johannes (1804–1840), deutscher Kunsthistoriker
- Gaye, Julius (1887–1957), deutscher Wasserbauingenieur und Baubeamter
- Gaye, Kebba, gambischer Politiker
- Gaye, Lisa (1935–2016), US-amerikanische Schauspielerin und Tänzerin
- Gaye, Mame Birame (* 1987), senegalesischer Fußballspieler
- Gaye, Marvin (1939–1984), US-amerikanischer Soul- und R&B-SängerMarvin Gaye (1939–1984)

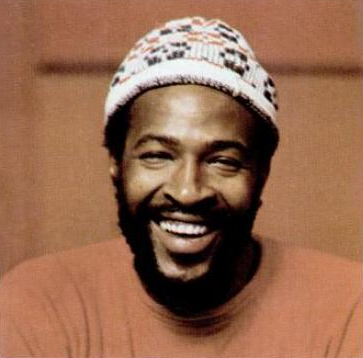
Marvin Gaye (1939–1984)

- Gaye, Modou Bamba, gambischer Politiker
- Gaye, Nona (* 1974), afro-amerikanische Sängerin, Schauspielerin und ehemaliges Fotomodell
- Gaye, Sait, gambischer Seyfo
- Gaye, Sefa (* 1994), österreichischer Fußballspieler
- Gayed, Juri (* 2005), deutscher Filmschauspieler und Kinderdarsteller
- Gayen, Kaberi (* 1970), bangladeschische Wissenschaftlerin, Autorin und Sozialaktivistin
- Gayen, Margaret (* 1994), australische Weitspringerin und Sprinterin
- Gayen, Theodor (1824–1900), Spirituosenfabrikant, Reeder und Bodenspekulant
- Gayer, Albert (1881–1930), deutscher Konteradmiral der Reichsmarine
- Gayer, Alexander (* 1849), österreichischer Radsporttrainer
- Gayer, Catherine (* 1937), US-amerikanische Opernsängerin (Sopran) und Gesangspädagogin
- Gayer, Christiane Therese (1819–1896), deutsche Gönnerin der Stadt Gotha
- Gayer, Edmund von (1860–1952), österreichischer Polizeipräsident und Innenminister
- Gayer, Johann Christoph Karl († 1734), böhmischer Kapellmeister und Komponist
- Gayer, Karin (* 1969), österreichische Schriftstellerin
- Gayer, Karl (1822–1907), deutscher Forstwissenschaftler
- Gayer, Peter (1793–1836), pfalz-bayerischer Beamter, Kreisarchivar und Maler
- Gayer, Richard, britischer Filmregisseur, Filmproduzent und Drehbuchautor
- Gayer, Wolfgang (* 1943), deutscher Fußballspieler und -trainer
- Gayet, Julie (* 1972), französische Schauspielerin und FilmproduzentinJulie Gayet (* 1972)

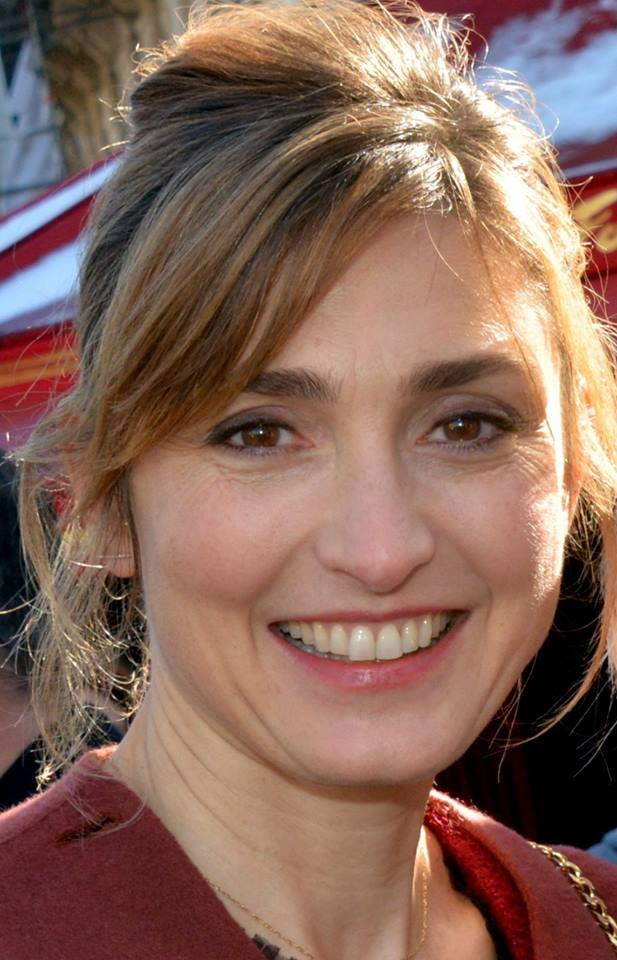
Julie Gayet (* 1972)

- Gayette, Karl Ludwig von (1773–1856), preußischer Generalmajor, Inspekteur der schlesischen Festungen
- Gayette, Pierre de (1688–1747), deutscher Architekt
- Gayette-Georgens, Jeanne Marie von (1817–1895), preußische Schriftstellerin und Pädagogin

### Gayf
- Gayfer, James (1916–1997), kanadischer Militärkapellmeister, Klarinettist, Organist und Chorleiter, Komponist und Musikpädagoge
- Gayford, Tom (* 1928), kanadischer Spring- und Vielseitigkeitsreiter

### Gayh
- Gayheart, Rebecca (* 1971), US-amerikanische Schauspielerin und ein ehemaliges ModelRebecca Gayheart (* 1971)

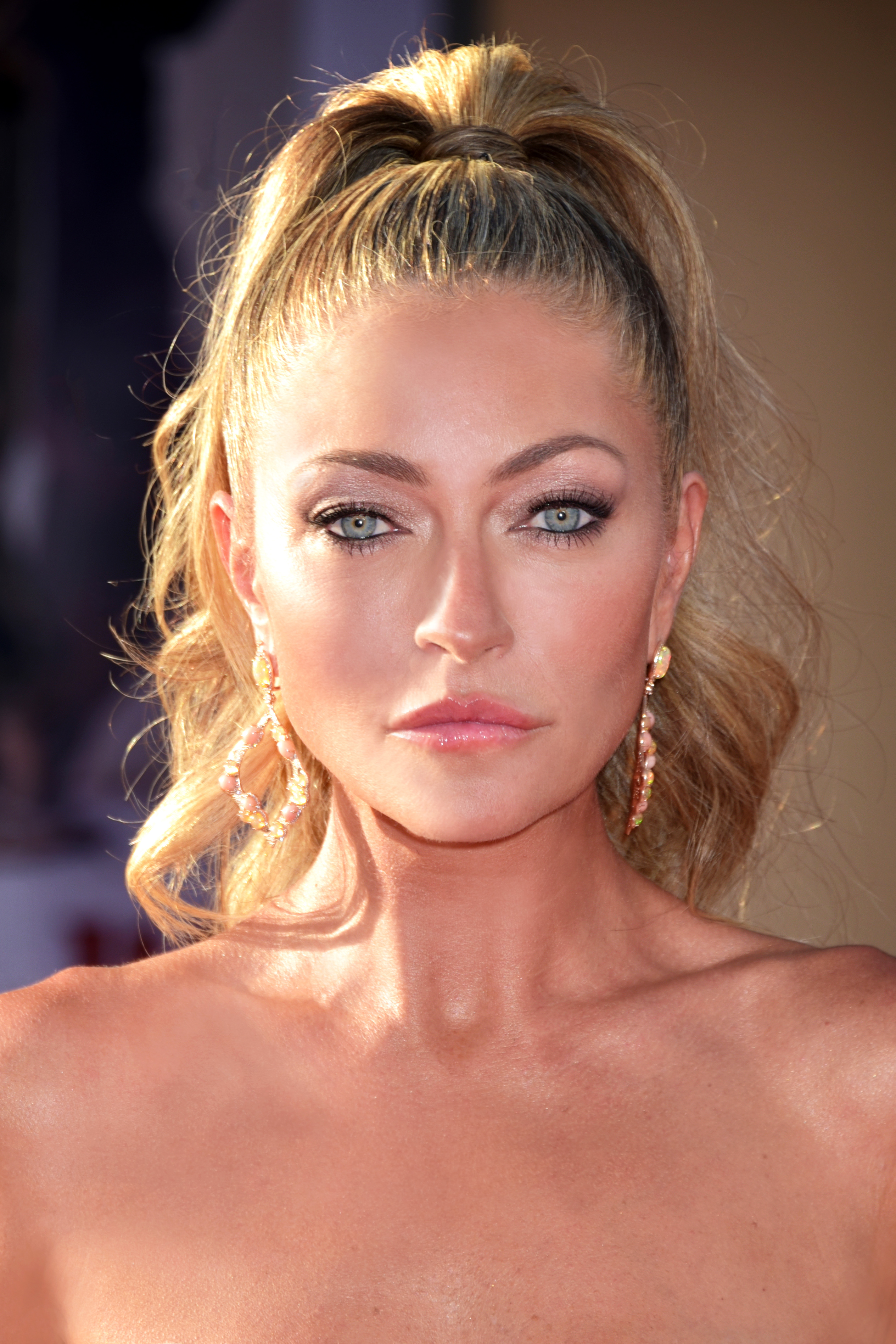
Rebecca Gayheart (* 1971)

### Gayk
- Gayk, Andreas (1893–1954), deutscher Politiker (SPD), MdL
- Gayk, Bettina (* 1962), deutsche Verwaltungsjuristin, Datenschutzbeauftragte NRW

### Gayl
- Gayl, Arthur von (1828–1889), preußischer Generalmajor
- Gayl, Egon von (* 1928), deutscher Verwaltungsbeamter
- Gayl, Ernst von (1832–1895), preußischer Verwaltungsjurist und Geheimrat
- Gayl, Friedrich von (1776–1853), preußischer Generalmajor
- Gayl, Georg von (1850–1927), preußischer General der Infanterie im Ersten Weltkrieg
- Gayl, Leopold von (1791–1876), preußischer General der Infanterie
- Gayl, Ludwig Dietrich Eugen von (1785–1853), oldenburgischer Generalleutnant
- Gayl, Peter von (1830–1915), preußischer Generalmajor
- Gayl, Wilhelm von (1814–1879), preußischer General der Infanterie
- Gayl, Wilhelm von (1879–1945), deutscher Jurist und Politiker (DNVP) im preußischen Staatsrat (1921–1933) sowie Reichsinnenminister (1932)
- Gayle (* 2004), US-amerikanische Sängerin
- Gayle, Abbie, US-amerikanische Schauspielerin
- Gayle, Charles (1939–2023), amerikanischer Tenorsaxophonist, Pianist und Bassklarinettist des Free Jazz
- Gayle, Chris (* 1979), jamaikanischer Cricketspieler der West Indies
- Gayle, Crystal (* 1951), US-amerikanische SängerinCrystal Gayle (* 1951)

Crystal Gayle (* 1951)

- Gayle, Dwight (* 1989), englischer Fußballspieler
- Gayle, Helene D. (* 1955), US-amerikanische Ärztin, Geschäftsführerin des Chicago Community Trust
- Gayle, Howard (* 1958), englischer Fußballspieler
- Gayle, Jermaine (* 1991), jamaikanischer Sprinter
- Gayle, John (1792–1859), US-amerikanischer Jurist und Politiker
- Gayle, June Ward (1865–1942), US-amerikanischer Politiker
- Gayle, Marcus (* 1970), jamaikanischer Fußballspieler
- Gayle, Michelle (* 1971), britische Sängerin und Schauspielerin
- Gayle, Mike (* 1970), britischer Schriftsteller
- Gayle, Robyn (* 1985), kanadische Fußballspielerin
- Gayle, Sami (* 1996), US-amerikanische SchauspielerinSami Gayle (* 1996)

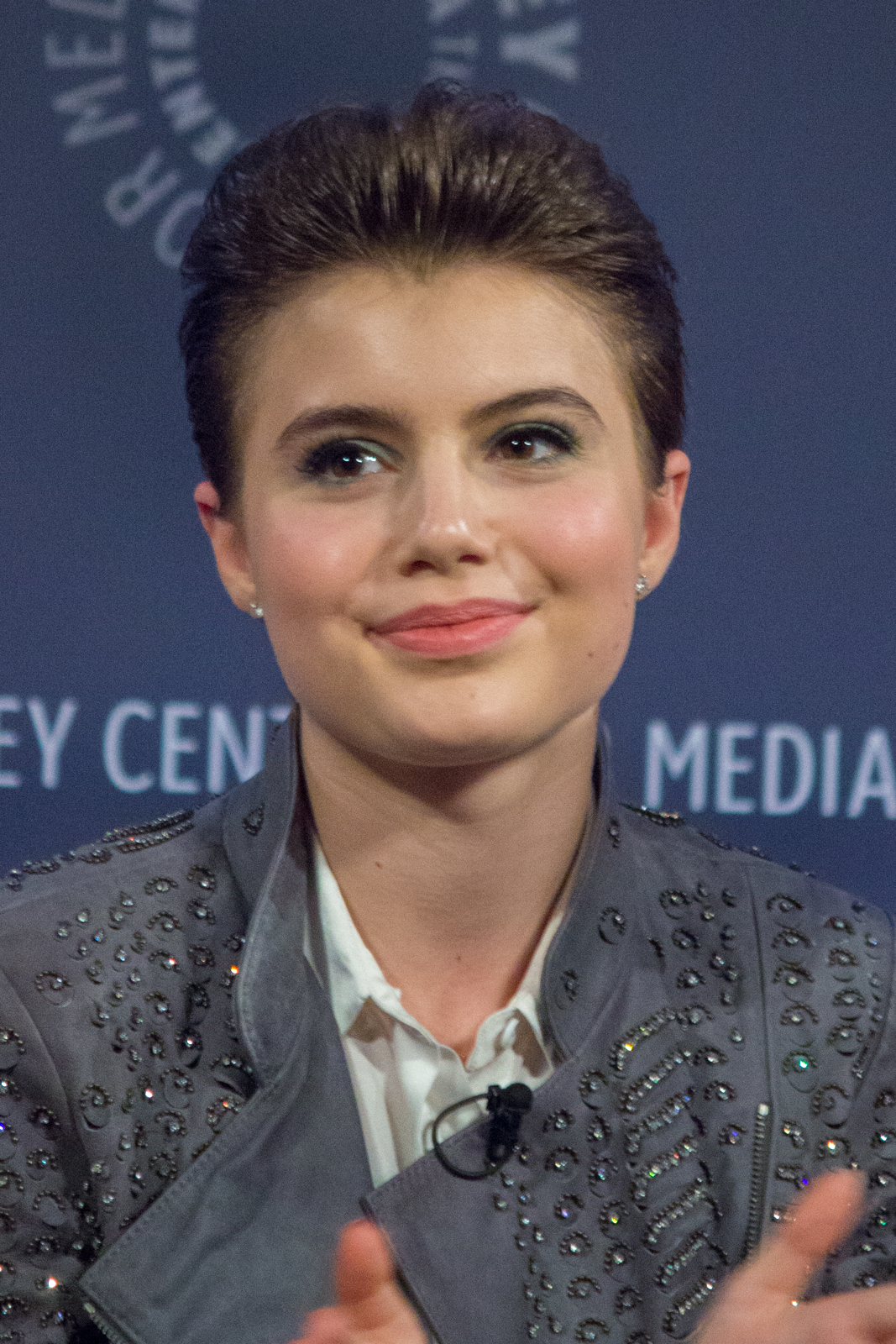
Sami Gayle (* 1996)

- Gayle, Steven (* 1994), jamaikanischer Sprinter
- Gayle, Tajay (* 1996), jamaikanischer Weitspringer
- Gayler, Noel A. M. (1914–2011), US-amerikanischer Marineoffizier, Direktor der National Security Agency
- Gayler, Willi (1906–2001), deutscher Forstmann
- Gayler, Wolfgang (1934–2011), deutscher Dirigent und Pianist
- Gayling von Altheim, Christian Heinrich (1743–1812), Präsident des badischen Staatsministeriums
- Gayling von Altheim, Ludwig Wilhelm (1758–1847), Mitglied der Ständeversammlung des Großherzogtums Frankfurt
- Gayling von Altheim, Wilhelm (1786–1861), badischer General der Kavallerie, Gouverneur der Bundesfestung Rastatt
- Gaylor, Anna (1932–2021), französische Schauspielerin
- Gaylor, Annie Laurie (* 1955), amerikanische Atheistin, Säkular- und Frauenrechtsaktivistin
- Gaylor, Hal (1929–2015), kanadischer Jazzmusiker und Komponist
- Gaylord, Jack (1896–1984), US-amerikanischer Filmtechniker und Spezialeffektkünstler
- Gaylord, James M. (1811–1874), US-amerikanischer Politiker
- Gaylord, Mitchell (* 1961), US-amerikanischer Turner und Schauspieler

### Gaym
- Gaymann, Peter (* 1950), deutscher Cartoonist und Autor
- Gaymard, Clara (* 1960), französische Unternehmerin, Beamtin und Autorin
- Gaymard, Hervé (* 1960), französischer Politiker (UMP), Mitglied der Nationalversammlung
- Gayme, Maui (* 1983), chilenischer Skirennläufer
- Gayme, Mikael (* 1979), chilenischer Skirennläufer

### Gayn
- Gaynair, Gregory (* 1961), deutscher Jazzmusiker
- Gaynair, Wilton (1927–1995), jamaikanischer Jazzmusiker
- Gaynes, George (1917–2016), US-amerikanischer Schauspieler
- Gaynor, Gloria (* 1943), US-amerikanische Disco-SängerinGloria Gaynor (* 1943)

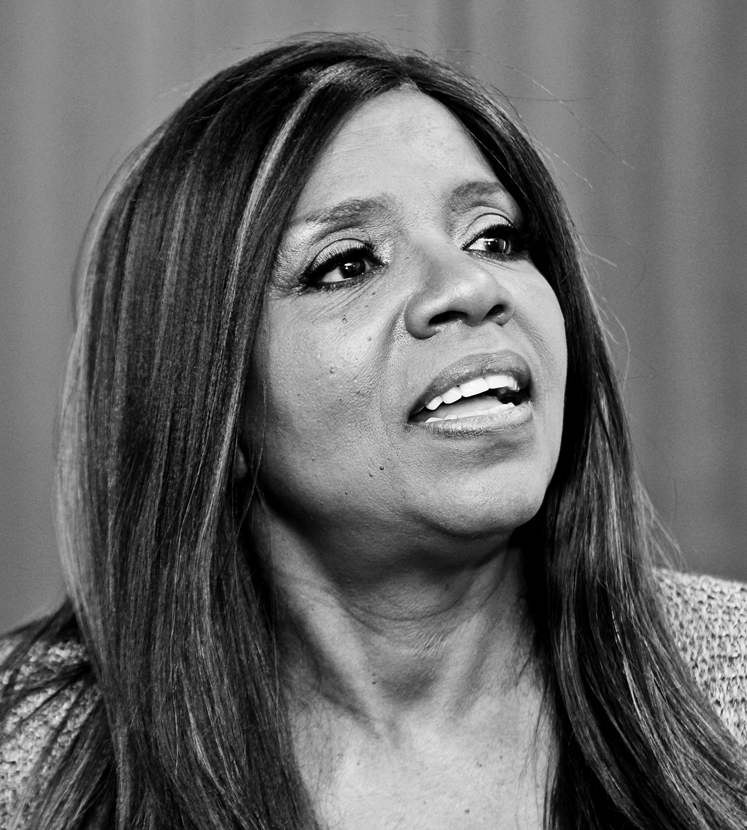
Gloria Gaynor (* 1943)

- Gaynor, Janet (1906–1984), US-amerikanische Schauspielerin
- Gaynor, Mel (* 1959), britischer Schlagzeuger
- Gaynor, Mitzi (1931–2024), US-amerikanische Schauspielerin, Sängerin und Tänzerin
- Gaynor, Peter T. (* 1958), US-amerikanischer Regierungsbeamter, kommissarischer Minister für Innere Sicherheit
- Gaynor, William Jay (1848–1913), US-amerikanischer Jurist und Politiker
- Gaynullin, Timur (* 1981), usbekischer Fußballschiedsrichterassistent

### Gayo
- Gayol, Darlyn (* 1964), uruguayischer Fußballspieler und -trainer
- Gayón, Roberto (* 1910), mexikanischer Fußballspieler
- Gayoom, Maumoon Abdul (* 1937), maledivischer Politiker, Präsident der Malediven (1978–2008)
- Gayoso, Ana María (1948–2004), argentinische Meeresbiologin
- Gayoso, Jarvey (* 1997), philippinischer Fußballspieler
- Gayoso, Xosé Ramón (* 1956), spanischer TV-Moderator
- Gayot, André (1929–2019), französischer Restaurant-Kritiker
- Gayot, François (1927–2010), haitianischer Ordensgeistlicher, römisch-katholischer Erzbischof von Cap-Haïtien
- Gayot, Marie (* 1989), französische Leichtathletin

### Gayr
- Gayrard, Paul (1807–1855), französischer Bildhauer
- Gayrard, Véronique, französische Mathematikerin
- Gayraud, Pierre-Yves (* 1963), französischer Kostümbildner
- Gayraud-Hirigoyen, William (1898–1962), französischer Rugby-Spieler, Skeleton- und Bobsportler
- Gayret, Timur (* 1998), deutscher Fußballspieler

### Gays
- Gayson, Eunice (1928–2018), britische SchauspielerinEunice Gayson (1928–2018)

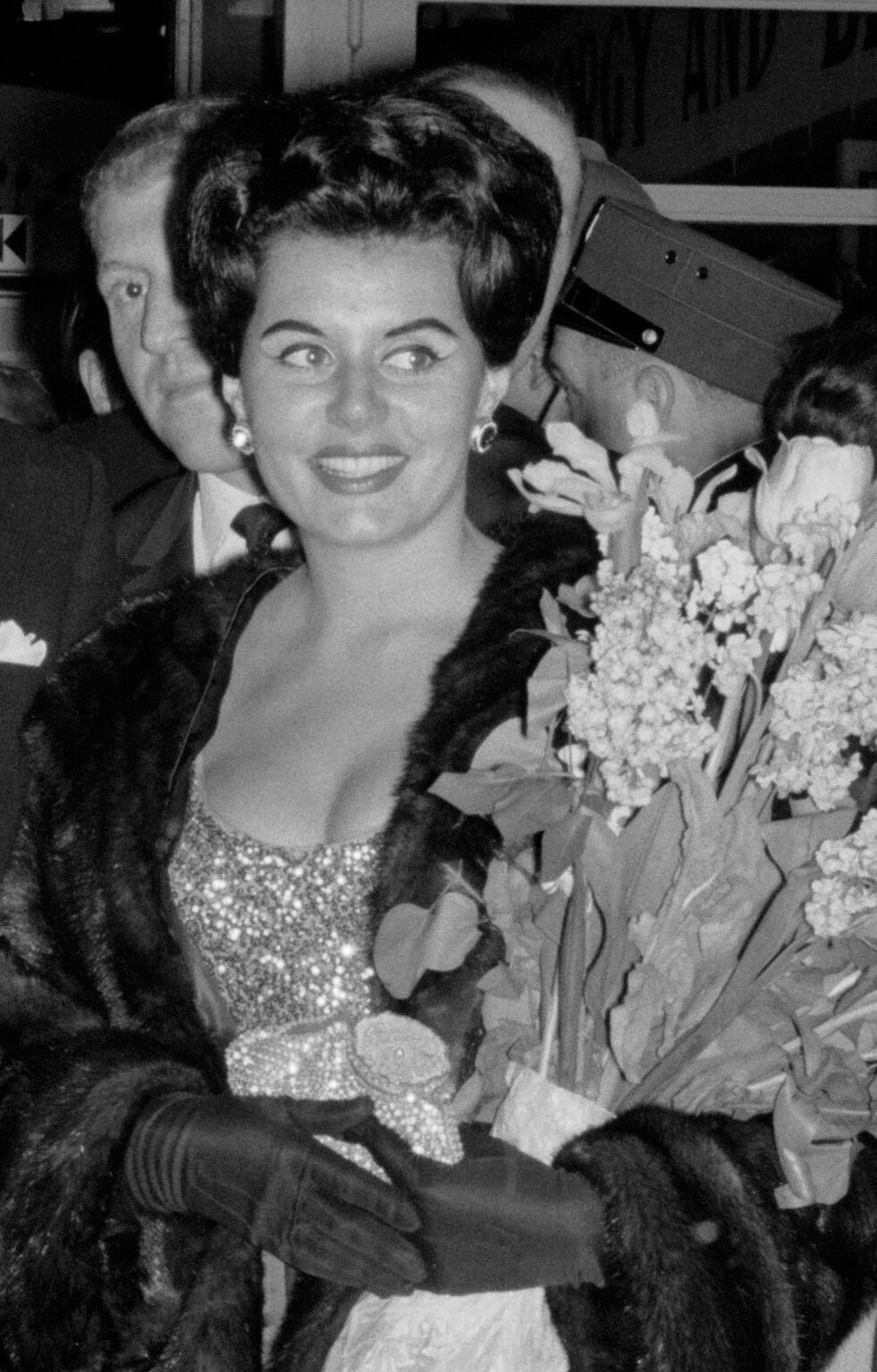
Eunice Gayson (1928–2018)

### Gayt
- Gayten, Paul (1920–1991), US-amerikanischer R&B-Pianist und Songwriter
- Gayton, Clark (* 1963), US-amerikanischer Jazzmusiker (Posaune)